# Volkspsychologie
Onder volkspsychologie kan – in tegenstelling tot de wetenschappelijke psychologie – het geheel aan begrippen, opvattingen, en verklaringen van de menselijke geest, het menselijk gedrag of menselijke aard worden verstaan die ontleend zijn aan het dagelijks spraakgebruik of omgangstaal. Andere hieraan verwante benamingen zijn common sense, alledaagse, intuïtieve of naïeve psychologie.
Gangbare spreekwoorden of gezegden over menselijke gedrag of eigenaardigheden, en bepaalde vormen van volkswijsheid en mensenkennis maken deel uit van de volkspsychologie.

## Volkspsychologie als theorie
Een wetenschappelijke psychologische theorie bevat een aantal empirisch gefundeerde principes of regels die gelden voor menselijk gedrag. Ook volkspsychologie kan zich als een theorie gaan 'gedragen' als opvattingen ontleend aan de eigen persoonlijke ervaring, intuïtie of gezond verstand als algemene gedragsregels worden geformuleerd.
Hierbij zijn twee varianten van volkspsychologie te onderscheiden. Enerzijds hebben mensen spontaan de neiging om andermans gedrag te verklaren in termen van psychische processen, zoals intenties, gedachten, gevoelens e.d.. Bijvoorbeeld: Jantje loopt naar de ijskast omdat hij honger heeft. Ansje huilt omdat zij verdrietig is. Een tweede variant van volkspsychologie berust op het vermogen het eigen en andermans gedrag te kunnen begrijpen of te voorspellen. Als zodanig kan zij worden opgevat als een theory of mind; dat wil zeggen het vermogen om mentale toestanden, gevoelens, kennis, intenties en dergelijke aan zichzelf en anderen toe te kennen, en te begrijpen dat de gevoelens, intenties et cetera van anderen verschillen van de mijne.

## Theorietheorie of simulatietheorie
Waaraan ontlenen mensen hun inzicht in de innerlijke processen van andere mensen? Of: waarop is hun theory of mind gebaseerd? Hierover bestaan in de psychologie en Philosophy of mind twee visies, die ook wel het theorietheorie- en simulatie-theorie-standpunt worden genoemd.
- Theorietheorie: wil zeggen, wij weten 'hoe het werkt'; wij hebben kennis (of een eigen innerlijke theorie) van andermans processen die wij hebben geleerd en dan voortdurend verbeteren. Voordeel: deze theorie verklaart beter hoe wij mensen kunnen begrijpen die anders zijn dan wij en laat de mogelijkheid van leren toe.
- Simulatietheorie: wil zeggen, we hoeven niet te weten hoe het werkt; we gebruiken ons eigen systeem en innerlijke processen als model van innerlijke processen van anderen. Voordeel: het mechanisme werkt snel, relatief eenvoudig en vereist geen hoger inzicht. Het werkt zonder dat wij het hoeven te begrijpen. Empirische steun bestaat in de vorm van spiegelneuronen.

## Verder lezen
- Geary, D. C. (2005). Folk knowledge and academic learning. In B. J. Ellis & D. F. Bjorklund (Eds.), Origins of the social mind (pp. 493–519). New York: Guilford Publications. Full text
- Horgan, T. and Woodward, J. (1999). Folk Psychology is Here to Stay. In Lycan, W.G., (Ed.), Mind and Cognition: An Anthology, 2nd Edition. Malden, Mass: Blackwell Publishers, Inc.
- Hutto, Daniel D. (2008). "Folk Psychological Narratives: The Sociocultural Basis of Understanding Reasons", Cambridge: MIT Press. ISBN 9780262083676
- Linschoten, J. Idolen van de Psycholoog Utrecht, Bijleveld (tweede editie). 1964